# Wereldbeker schaatsen 2007/2008 - Ploegenachtervolging mannen
De kalender voor de ploegenachtervolging mannen tijdens de wereldbeker schaatsen 2007/2008 zag er als volgt uit:
| Race | Plaats          | Datum            |
| ---- | --------------- | ---------------- |
| 1    | Calgary         | 18 november 2007 |
| 2    | Heerenveen      | 9 december 2007  |
| 3    | Baselga di Pinè | 3 februari 2008  |
| 4    | Heerenveen      | 24 februari 2008 |

## Podia
| Wedstrijd:      | Goud:                                                    | Tijd    | Zilver:                                                  | Tijd    | Brons:                                                      | Tijd    |
| Calgary         | Canada Arne Dankers Steven Elm Denny Morrison            | 3.41,95 | Noorwegen Håvard Bøkko Henrik Christiansen Sverre Haugli | 3.42,88 | Duitsland Stefan Heythausen Robert Lehmann Tobias Schneider | 3.44,40 |
| Heerenveen      | Nederland Sven Kramer Wouter Olde Heuvel Erben Wennemars | 3.40,57 | Canada Arne Dankers Denny Morrison Justin Warsylewicz    | 3.42,82 | Rusland Jevgeni Lalenkov Aleksej Joenin Ivan Skobrev        | 3.45,22 |
| Baselga di Pinè | Noorwegen Håvard Bøkko Henrik Christiansen Sverre Haugli | 3.53,10 | Nederland Ted-Jan Bloemen Carl Verheijen Erben Wennemars | 3.53,38 | Rusland Jevgeni Lalenkov Aleksej Joenin Ivan Skobrev        | 3.53,47 |
| Heerenveen      | Nederland Sven Kramer Wouter Olde Heuvel Carl Verheijen  | 3.40,20 | Canada Arne Dankers Denny Morrison Justin Warsylewicz    | 3.44,97 | Rusland Jevgeni Lalenkov Aleksej Jesin Ivan Skobrev         | 3.46,75 |

## Eindpodium 2006/2007
| Medaille | Land      | Punten |
| -------- | --------- | ------ |
| Goud:    | Nederland | 236    |
| Zilver:  | Canada    | 210    |
| Brons:   | Duitsland | 170    |

## Eindstand
| #      | Land             | Schaatsers                                                                           | CAL | HEE1 | BAS | HEE2 | Totaal |
| ------ | ---------------- | ------------------------------------------------------------------------------------ | --- | ---- | --- | ---- | ------ |
| Goud   | Nederland        | Bloemen, Kramer, W. Olde Heuvel, Prinsen, Tuitert, Verheijen, S. de Vries, Wennemars | 45  | 100  | 80  | 150  | 375    |
| Zilver | Canada           | Dankers, Elm, Makowsky, D. Morrison, Warsylewicz                                     | 100 | 80   | 60  | 120  | 360    |
| Brons  | Noorwegen        | Bøkko, Christiansen, Haugli, Larsen                                                  | 80  | 60   | 100 | 90   | 330    |
| 4      | Rusland          | Jesin, Joenin, Lalenkov, Skobrev                                                     | 60  | 70   | 70  | 105  | 305    |
| 5      | Duitsland        | Dallmann, Heythausen, Lehmann, Schneider, Weber                                      | 70  | 50   | 36  | -    | 120    |
| 6      | Polen            | Chmura, Druszkiewicz, Kustra, Niedzwiedzki                                           | 50  | 40   | 50  | -    | 90     |
| 7      | Italië           | Anesi, Fabris, Stefani                                                               | 28  | 45   | 45  | -    | 73     |
| 8      | Zweden           | Eriksson, Friberg, Röjler                                                            | 40  | 36   | 40  | -    | 76     |
| 9      | Japan            | Dejima, Hashabami, Hirako, Michishita, Mori, Yasuda                                  | 36  | 32   | 28  | -    | 68     |
| 10     | Tsjechië         | Haselberger, Kulma, Sáblík                                                           | 18  | 24   | 24  | -    | 42     |
| 11     | Verenigde Staten | Bedford, Hedrick, Marsicano, Meek, Stelly                                            | 32  | -    | 32  | -    | 32     |
| 12     | Frankrijk        | Briand, Contin, Loy                                                                  | 24  | 28   | -   | -    | 52     |
| 13     | Roemenië         | Anghel, Grozea, Ion, Mustăţea                                                        | 21  | 21   | -   | -    | 42     |
| 14     | Wit-Rusland      | Mikhailov, Smirnov, Vysotski                                                         | 16  | -    | -   | -    | 16     |